# Sanfratellano

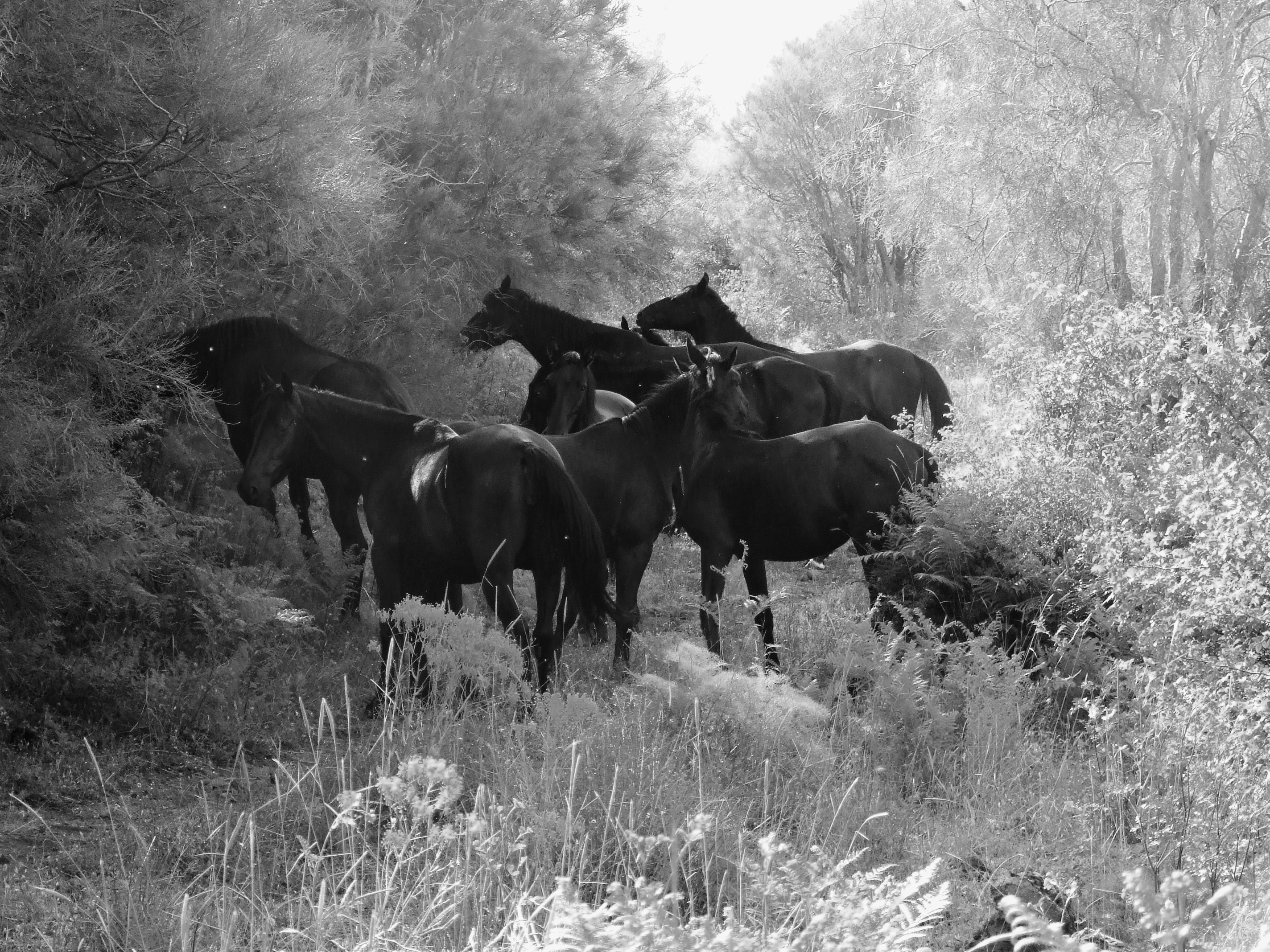
Sanfratellani

Sanfratellano – wrażliwy, szlachetny koń o dobrym charakterze. Żyje w stanie dzikim w północnych rejonach Monti Nebrodi na Sycylii, żywiąc się tym co znajdzie na ubogich pastwiskach, zarówno podczas suchego lata, jak i długiej zimy. Najprawdopodobniej rasa ta pochodzi od wpływów koni angloarabskich, maremmano i koni salerneńskich. Sanfratellano to wspaniały koń o szczególnych predyspozycjach do skoków przez przeszkody.

## Pokrój
Głowa ciężka z przeważnie prostym profilem, osadzona na proporcjonalnej szyi. Tułów muskularny, zad dobrze rozwinięty i nieco ścięty, a klatka piersiowa szeroka i głęboka. Kończyny kościste i muskularne z ukośnymi łopatkami oraz twardymi i proporcjonalnymi kopytami.

## Ogólne dane
Typ rasowy - ciepłokrwisty (półkrwi)
Pochodzenie - Włochy
Występowanie - Włochy
Maść - gniada, skarogniada, kara
Wysokość w kłębie - 1,50 - 1,60 m
Typ użytkowy i przydatność - koń wierzchowy i wszechstronnie użytkowy
Waga - lekka
- Źródło: Alberto Soldi Konie, przeł. Monika Koch, wyd. Świat Książki Warszawa 2007